# Теорема Тверберга

Розбиття Тверберга вершин правильного семикутника на три підмножини з опуклими оболонками, що перетинаються.

Теоре́ма Тве́рберга — вперше сформульоване Твербергом (1966) твердження, що досить велике число точок у d-вимірному евклідовому просторі можна розбити на підмножини з опуклими оболонками, що перетинаються. Зокрема, для множини
{\displaystyle (d+1)(r-1)+1\ }
точок існує точка x і розбиття даних точок на r підмножин, таких, що x належить опуклій оболонці всіх підмножин. Розбиття, про яке йдеться в теоремі, відоме як розбиття Тверберга.

## Приклади
Для r = 2, теорема Тверберга стверджує, що будь-які d + 2 точки можна розбити на дві підмножини з опуклими оболонками, що перетинаються. Цей окремий випадок відомий як теорема Радона. У цьому випадку для точок у загальному положенні існує єдине розбиття.
Для випадку r = 3 та d = 2 стверджується, що будь-які сім точок на площині можна розбити на три підмножини з опуклими оболонками, що перетинаються. Ілюстрація показує приклад, де сім точок є вершинами правильного семикутника. З прикладу видно, що може бути багато різних розбиттів Тверберга для одного набору точок: ці сім точок можна розбити сімома різними способами, які відрізняються один від одного поворотом.